# Abbaretz
Abbaretz là một xã thuộc tỉnh Loire-Atlantique, trong vùng Pays de la Loire ở phía tây nước Pháp. Xã này nằm ở khu vực có độ cao từ 26-91 mét trên mực nước biển. Theo điều tra dân số năm 2006 của INSEE, xã có dân số 1747 người. Xã này có cự ly 50 km về phía bắc Nantes và 80 km về phía nam Rennes.
Các đô thị giáp ranh gồm Nozay, Puceul, Saffré, Joué-sur-Erdre, La Meilleraye-de-Bretagne, Issé và Treffieux.

## Liêt kết ngoàis
- Website của thi trấn
- Abbaretz trên trang mạng của IGN (maps...) Lưu trữ ngày 12 tháng 3 năm 2007 tại Wayback Machine